# Bahnhof Plauen (Vogtl)-Chrieschwitz
Der Bahnhof Plauen (Vogtl)-Chrieschwitz war eine Betriebsstelle der Bahnstrecke Gera Süd–Weischlitz und der hier bis 1972 einmündenden Bahnstrecke Lottengrün–Plauen. Die Betriebsstelle – zuletzt eine Ausweichanschlussstelle – wurde im Jahr 2015 aufgelassen.

## Geographische Lage
Der ehemalige Bahnhof Plauen (Vogtl)-Chrieschwitz befand sich westlich des alten Ortskerns von Chrieschwitz und nördlich der Plattenbausiedlung an der Weißen Elster. Die auf der Bahnstrecke Gera Süd–Weischlitz verkehrenden Züge passieren die einstige Station seit 2006 ohne Halt. Die einzige Zufahrt zur Station war aus westlicher Richtung die Straße vom „Hammerplatz“ und die „Bahnhofsbrücke“ über die Weiße Elster, über welche auch die Ladestraße erreichbar war.

## Geschichte
Erste Pläne zur Errichtung eines Bahnhofs Plauen (Vogtl)-Chrieschwitz an der 1875 eröffneten Bahnstrecke Gera Süd–Weischlitz gab es bereits im Jahr 1898. Ein zweiter Anlauf zwischen der Stadt Plauen und der Eisenbahn erfolgte im Jahr 1909. Bedingung für den Bau war eine Regulierung der Weißen Elster und das Fortbestehen des Anschlusses zur Gasanstalt. Erst mit der bevorstehenden Einbindung der von Osten kommenden Bahnstrecke Lottengrün–Plauen entstand der Bahnhof Plauen (Vogtl) Chrieschwitz im Jahr 1914. Aufgrund der kriegsbedingten Verzögerung erfolgte die tatsächliche Einbindung der Bahnstrecke Lottengrün–Plauen in die Bahnstrecke Gera Süd–Weischlitz und die Einweihung des Anschlussbahnhofs Plauen (Vogtl)-Chrieschwitz erst am 1. Juni 1923.
Für die Anlage der Gleise 2 und 3 samt dem Inselbahnsteig mussten am Osthang gewaltige Felsmassen bewegt werden. Um den Richtungsverkehr am Bahnsteig zu ermöglichen, waren das Lottengrüner und das Greizer Gleis über eine doppelte Weichenverbindung mit Kreuzung verbunden. Die Gleise 2 und 3 gingen nach Süden in Richtung Bahnhof Plauen (Vogtl) unt Bf in die zweigleisige Strecke über. Das Gleis 1 wurde als Überholungs- und Güterzuggleis genutzt, von dem die Ladegleise und das Stumpfgleis zum Güterschuppen abzweigten. Weiterhin waren in südliche Richtung über das Gleis 1 und eine Brücke über die Weiße Elster das Städtische Gas- und Elektrizitätswerk und weitere Industriebetriebe angeschlossen. Auf Lottengrüner Seite existierten die Stumpfgleise 4 und 5, welche der Streckensicherung und als Abstellgleise dienten.
1946 wurde das zweite Gleis als Reparationsleistung demontiert. Seitdem endete das Gleis 3 südseitig am Prellbock. Ab 1965 zweigten von den zwei nördlichen Einfahrgleisen nur noch kurze Schutzgleise ab. Anfang der 1970er Jahre erfolgten die Stilllegung und der Abbau der Bahnstrecke nach Lottengrün, wodurch der geplante Gleisumbau der Station nicht mehr ausgeführt wurde. Auf dem frei gewordenen Areal wurde im Zuge der Entstehung des Plattenbau-Gebiets Plauen-Chrieschwitz ein Palettenbahnhof mit Laderampe eingerichtet. Anstelle des kleinen Güterschuppen entstanden zwei Kühl- und Lagerhäuser für Obst und Gemüse, deren Gleisanschlüsse wie das Gleis zum Metallleichtbau-Kombinat zur Anschlussbahn deklariert wurden. Mit der Entstehung des Plattenbauviertels Plauen-Chrieschwitz wurde im Jahr 1984 der Personentunnel durch eine Fußgängerüberführung zum gegenüberliegenden Hang mit Abgangstreppen zum Bahnsteig und einem 30 m langen Perrondach ersetzt. Diese wurde vom Haltepunkt Kürbitz bei Weischlitz umgesetzt. Auf den Gleisen 2 und 3 fand bis 1990 Richtungsverkehr statt. In den 1990er Jahren wurde die Bahnsteigüberdachung wegen Baufälligkeit abgetragen. Zu dieser Zeit waren bereits die Anschlussweichen aus den Gleisen östlich des Bahnsteigs ausgebaut. Es gab noch einen Fahrdienstleiter, welcher auch den Fahrkartenverkauf übernahm.
Im Jahr 2004 wurde die Betriebsstelle zurückgebaut und zum Haltepunkt mit Ausweichanschlussstelle abgestuft. Sie bestand seitdem nur noch aus dem durchgehenden Gleis am bisherigen, nur über eine Brücke erreichbaren, Inselbahnsteig. Die 1984 errichtete Brücke über den Bahnhof musste aufgrund des maroden Zustands des Bauwerks im Jahr 2006 geschlossen werden. Da der Bahnsteig des Haltepunkts nur über diese erreichbar war, ging mit der Schließung der Brücke im Jahr 2006 auch die Auflassung des Haltepunkts einher. Von den Industriebetrieben, welche einst über den Bahnhof an das Schienennetz angeschlossen waren, wurde seitdem nur noch eine Stahlbaufirma regelmäßig bedient. Die Betriebsstelle, zuletzt eine Ausweichanschlussstelle wurde im Jahr 2015 aufgelassen.

## Empfangsgebäude
Das 1923 erbaute einstöckige Empfangsgebäude mit flachem Walmdach, ein vom Heimatstil geprägter Bahnbau, steht unter Denkmalschutz. Das Gebäude
ist ein ausgemauerter Fachwerkbau, welcher Diensträume für Fahrdienstleiter, Fahrkartenausgabe, Gepäckabfertigung und eine Wartesaal enthielt. An das Gebäude war eine Toilettenanlage und ein Wirtschaftsgebäude angebaut. In der Gegenwart steht es leer und verfällt.